# Região Geográfica Imediata de Águas Formosas
A Região Geográfica Imediata de Águas Formosas é uma das 70 regiões imediatas do estado brasileiro de Minas Gerais, uma das sete regiões imediatas que compõem a Região Geográfica Intermediária de Teófilo Otoni. Criada em 2017 pelo Instituto Brasileiro de Geografia e Estatística (IBGE), é composta por sete municípios, sendo o município de Águas Formosas o mais populoso com uma população estimada de 19 285 habitantes.

## Municípios
| Município             | População (est. 2021) | Área        | Fonte |
| --------------------- | --------------------- | ----------- | ----- |
| Águas Formosas        | 19 285                | 820,079 km² | [ 2 ] |
| Bertópolis            | 4 609                 | 427,803 km² | [ 3 ] |
| Crisólita             | 6 814                 | 966,202 km² | [ 4 ] |
| Fronteira dos Vales   | 4 542                 | 320,757 km² | [ 5 ] |
| Machacalis            | 7 112                 | 332,378 km² | [ 6 ] |
| Santa Helena de Minas | 6 406                 | 276,433 km² | [ 7 ] |
| Umburatiba            | 2 582                 | 405,834 km² | [ 8 ] |